# Districtul Yaha
Yaha (thailandeză ยะหา) este un district (Amphoe) în partea de vest a Provinciei Yala, în Thailanda de sud.

## Istorie
Districtul Yaha s-a separat din Mueang Yala pentru a fonda districtul în 1907.

## Geografie
Districtele vecine sunt amphoe-ul Kabang al Provinciei Yala, amphoe-ul Saba Yoi al Provinciei Songkhla, amphoe-ul Mueang Yala, amphoe-ul Krong Pinang, amphoe-ul Bannang Sata al Provinciei Yala din nou și cu statul Kedah al Malaeziei.

## Administrație
Districtul este subdivizat în 8 subdistricte (tambon), care sunt subdivizate în 48 sate (muban). Yaha are statut de oraș (thesaban tambon) și încojoară părți al tambon-ului Yaha.
| Număr | Nume          | Thailandeză | Sate | Locuitori |  |
| ----- | ------------- | ----------- | ---- | --------- |  |
| 1.    | Yaha          | ยะหา        | 8    | 13,252    |  |
| 2.    | La-ae         | ละแอ        | 6    | 3,778     |  |
| 3.    | Patae         | ปะแต        | 9    | 10,980    |  |
| 4.    | Baro          | บาโร๊ะ       | 7    | 7,961     |  |
| 6.    | Ta Chi        | ตาชี         | 6    | 1,939     |  |
| 7.    | Ba-ngoi Sinae | บาโงยซิแน    | 6    | 6,849     |  |
| 8.    | Ka Tong       | กาตอง       | 6    | 6,787     |  |

Numerele 5 și 9 aparțin tambon-ului care astăzi formează districtul Kabang.

## Legături externe
- amphoe.com